# Magnetohidrodinamički generator
Magnetohidrodinamički generator ili  MHD generator je generator koji pretvara dio unutarnje energije radne tvari (koja mora biti u stanju plazme) u električnu energiju djelovanjem magnetskoga polja. Razlikuju se od klasičnih generatora po tome što nemaju gibajućih dijelova i rade na visokim temperaturama. Velika je prednost ovakvih vrsta generatora u tome što se njihovi ispušni plinovi mogu koristiti za daljnje zagrijavanje (praktički rade kao kogeneracijska postrojenja). 

## Načelo rada MHD generatora
Magnetohidrodinamički generator radi na principu elektromagnetske indukcije, samo što se kod njega, za razliku od konvencionalnih generatora, vodič koji se giba kroz magnetsko polje nalazi u plinovitom stanju, odnosno ionizacijom prelazi u plazmu.
Vodljivom plinu, nastalom izgaranjem fosilnih goriva, dodaju se alkalijski metali kako bi se postigla što viša vodljivost pri što nižim temperaturama.
Plin struji velikom brzinom v kroz magnetsko polje indukcije B, čije su silnice okomite na smjer strujanja plina. Na negativno nabijene elektrone i pozitivno nabijene ione, naboja q, djeluje sila:

{\displaystyle {\vec {F}}={\vec {q}}\bullet {\vec {v}}\times {\vec {B}}}

Pod utjecajem te sile, elektroni se gibaju prema donjoj elektrodi koja postaje negativna, a kationi prema gornjoj elektrodi koja postaje pozitivna. Zbog te razlike potencijala javlja se napon, odnosno elektromotorna sila.

## Priprema radne tvari

### Proizvodnja plinova vrlo visokih temperatura
Plinovi koji se koriste u MHD generatoru nastaju izgaranjem fosilnih goriva. Provodi li se sagorijevanje pomoću čistog kisika, temperature izgaranja mogu se popeti i na više od 3000°C, što bi uz dodatak alkalijskih metala osiguralo dovoljno visoku vodljivost. Međutim, čisti kisik kao oksidacijsko sredstvo nije povoljan jer se za njegovu proizvodnju troši više od 9% energije oslobođene izgaranjem tog istog kisika.
Vrši li se sagorijevanje pomoću zraka, dušik, koji ne podržava gorenje preuzima dio oslobođene toplinske energije na sebe i zato se postižu dosta niže temperature (oko 2000°C), što nije dovoljno za postizanje potrebne vodljivosti. Tada bi zrak bilo potrebno predgrijavati na 700 do 900°C.

### Nastajanje plazme u MHD generatoru
Gubitkom jednog ili više elektrona, ovisno o stupnju ionizacije, nastaje smjesa ioniziranih atoma koju nazivamo plazmom. Za to je potrebno utrošiti određenu energiju. Najpovoljnije s energetskog stajališta jest dodavanje alkalijskih metala radnom plinu (tzv. sijanje) jer oni imaju malu energiju ionizacije (oko 4eV) i tako povećanjem omogućavaju MHD pretvorbu pri mnogo nižim temperaturama od spomenutih 3000°C. Najbolji alkalijski metali s tog stajališta su cezij, koji je skuplji, ali i djelotvorniji, i kalij, koji je nešto jeftiniji. 
Električna provodnost plazme ovisi o naboju elektrona, njihovoj koncentraciji i pokretljivosti, prema izrazu:

{\displaystyle \delta ={\frac {1}{\rho }}=qn\mu } 

gdje su:

- δ – električna provodnost plazme
- ρ – električna otpornost
- q – naboj elektrona
- n – koncentracija elektrona
- μ – pokretljivost elektrona

Koncentracija elektrona ovisi o stupnju ionizacije plazme (kemijskom sastavu i temperaturi). Pokretljivost elektrona je proporcionalna naboju te srednjem vremenu između dva sudara elektrona, a obrnuto je proporcionalna masi elektrona. Budući da pri sijanju prisutnost alkalijskih metala povećava koncentraciju elektrona, ali u isto vrijeme smanjuje njihovu pokretljivost, potrebno je proračunati optimalnu količinu za dodavanje.

## Djelotvornost MHD generatora
Djelotvornost u MHD generatoru uglavnom nije velika (do 20%) zbog nevelike razlike temperatura na ulazu i izlazu iz kanala generatora jer i izlazna temperatura mora biti dovoljno visoka da se osigura stupanj ionizacije pri kojemu je još moguća energijska pretvorba.
Problem s visokim temperaturama na izlazu je i taj što one pospješuju stvaranje štetnih dušikovih oksida (NOx). To se rješava promjenama u sustavu sagorijevanja i hlađenja vrućih plinova.

## Dosadašnji razvoj
Zbog male djelotvornosti, velik je broj studija koje su pokušale naći optimalna rješenja za MHD generatore, ali oni se zasad mogu koristiti samo u kombinaciji s klasičnim termoelektranama. Tako su svoje projekte MHD generatora razvijale SAD, gdje postoji jedno postrojenje koje koristi MHD generator snage 50 MW, Japan, Kina, Rusija, ali manje poznato je da je prvi patentiran u Bosni i Hercegovini, razvijan tijekom 10 godina i dovršen 1989. godine u Sarajevu.

## Vanjske poveznice
- UTSI developing a MHD generator
- The magnetohydrodynamic laboratory of University of Bologna
- High efficiency hydrodynamic power generation